# Tornos (Teruel)
Tornos ist ein Ort und eine Gemeinde (municipio) mit nur noch 182 Einwohnern (Stand: 2024) im äußersten Norden der Provinz Teruel in der autonomen Region Aragonien im östlichen Zentrum von Spanien. Die Gemeinde gehört zur bevölkerungsarmen Serranía Celtibérica.

## Lage und Klima
Tornos liegt in den Bergen der Sierra de Cucalón in ca. 1020 m Höhe und ist ca. 78 km (Fahrtstrecke) in nordnordwestlicher Richtung von der Provinzhauptstadt Teruel entfernt.
Das Klima ist trotz der Höhenlage gemäßigt bis warm; Regen (ca. 472 mm/Jahr) fällt übers Jahr verteilt.

## Bevölkerungsentwicklung
| Jahr      | 1970 | 1981 | 1991 | 2001 | 2011 | 2021 |
| Einwohner | 457  | 364  | 300  | 245  | 225  | 201  |

## Sehenswürdigkeiten

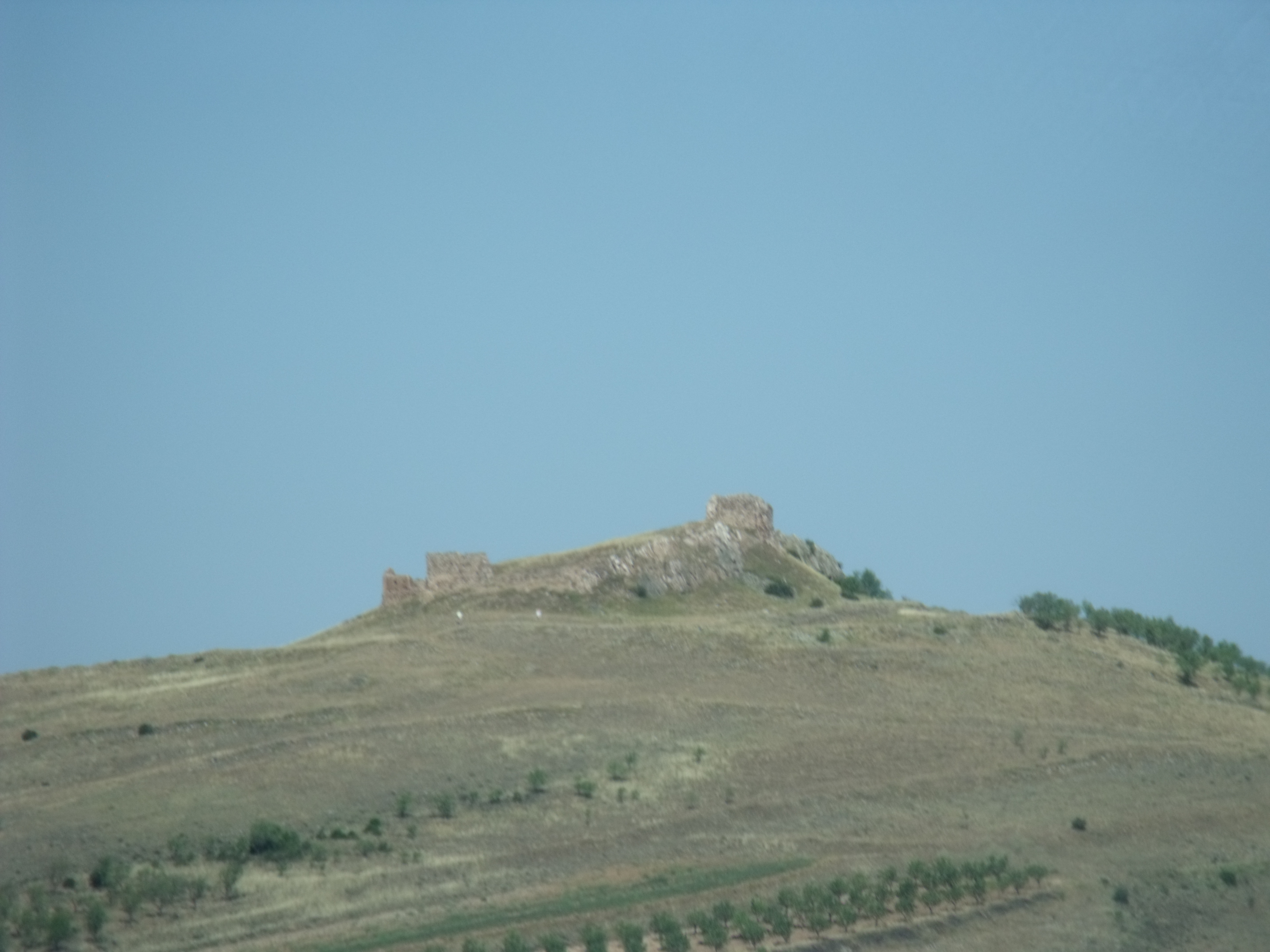
Burganlage
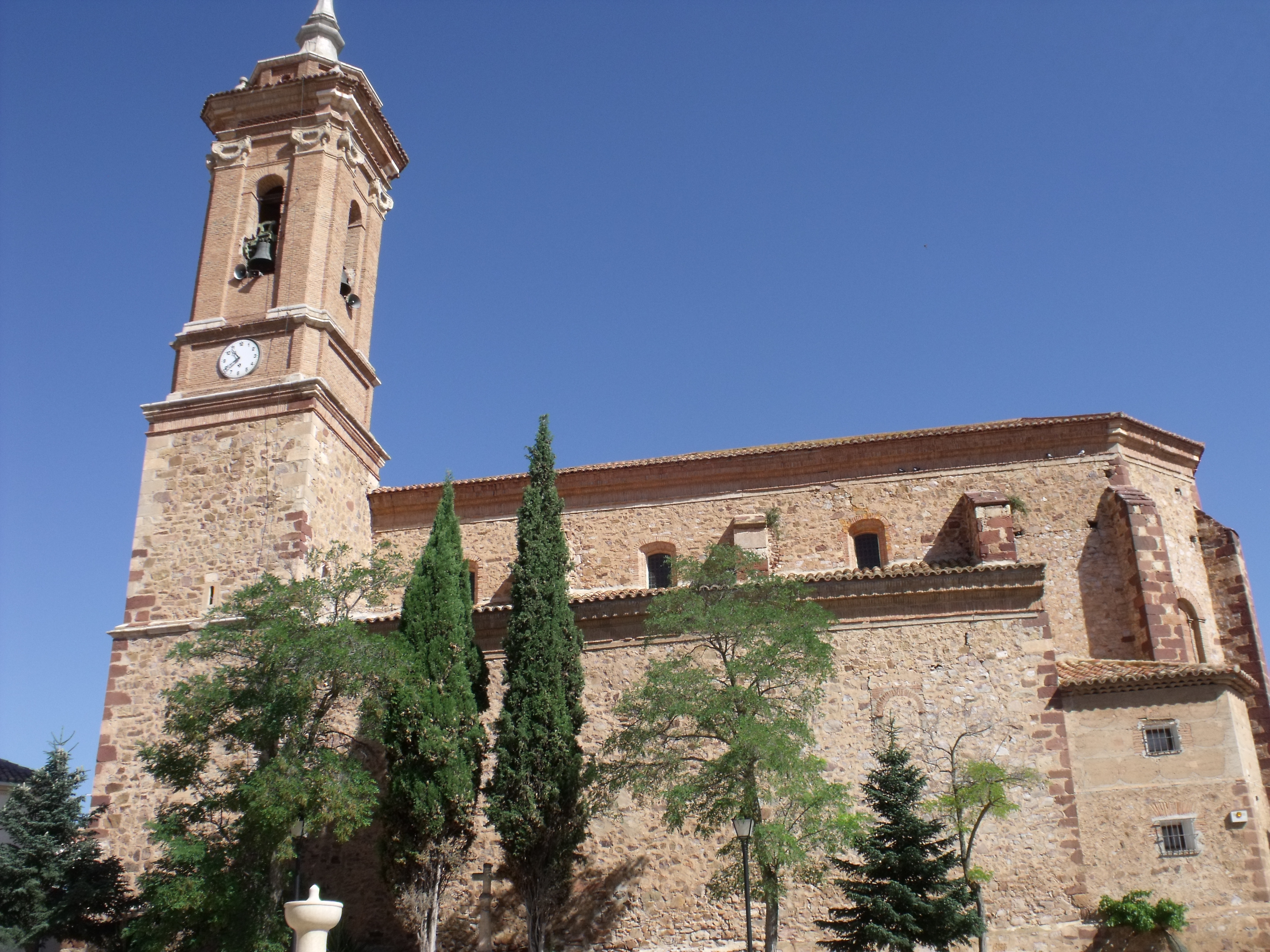
Salvatorkirche
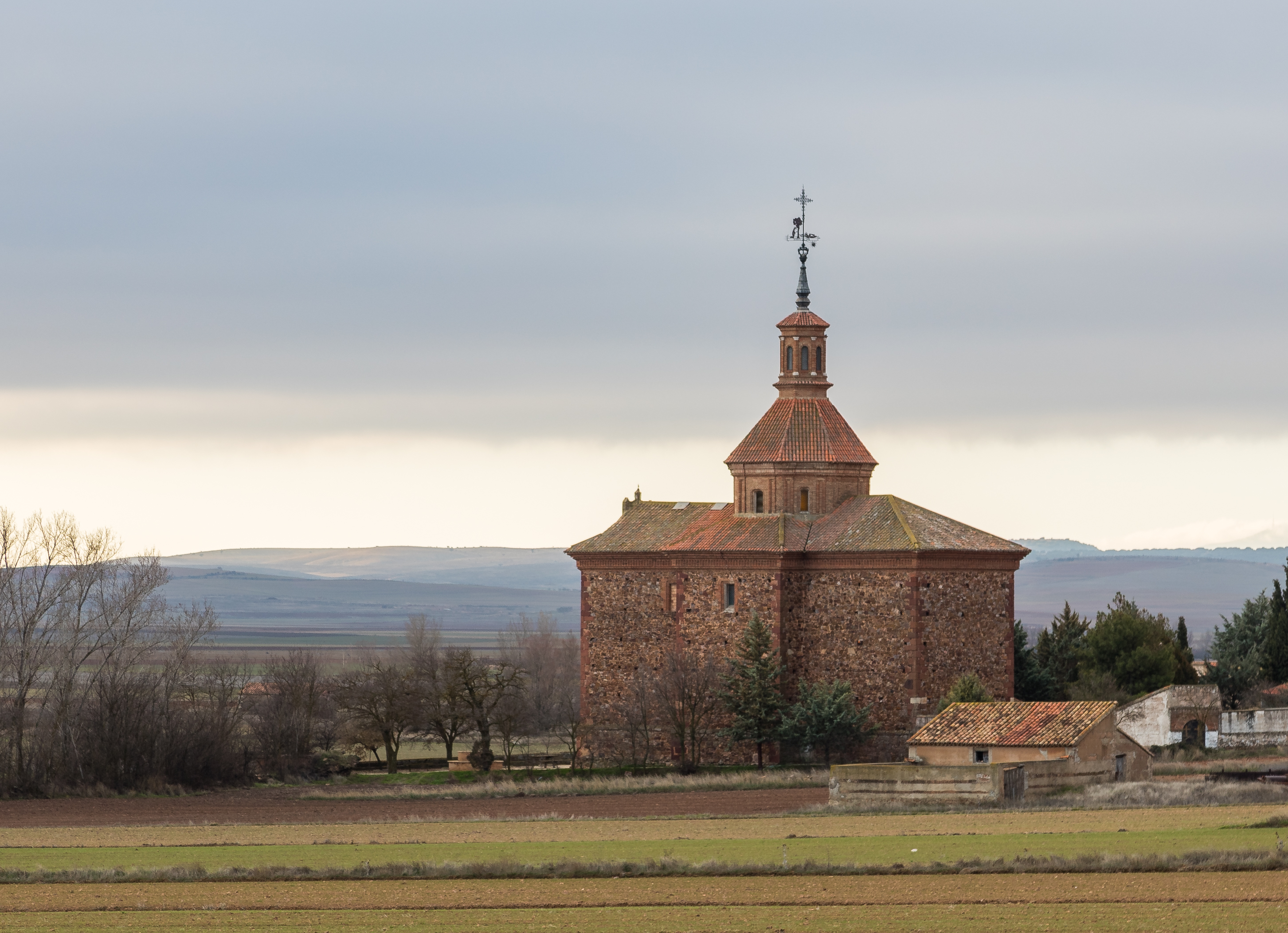
Marienkapelle

- Burganlage
- Salvatorkirche
- Marienkapelle